# Tuttle (Dakota del Nord)
Tappen è un centro abitato (city) degli Stati Uniti d'America, situato nella Contea di Kidder, nello Stato del Dakota del Nord. Nel censimento del 2000 la popolazione era di 106 abitanti. La città è stata fondata nel 1911.

## Geografia fisica
Secondo i rilevamenti dell'United States Census Bureau, la località di Tappen si estende su una superficie di 0,60 km², tutti occupati da terre.

## Popolazione
Secondo il censimento del 2000, a Tappen vivevano 106 persone, ed erano presenti 28 gruppi familiari. La densità di popolazione era di 166 ab./km². Nel territorio comunale si trovavano 79 unità edificate. Per quanto riguarda la composizione etnica degli abitanti, il 99,06% era bianco e lo 0,94% apparteneva a due o più razze.
Per quanto riguarda la suddivisione della popolazione in fasce d'età, il 15,1% era al di sotto dei 18, il 4,7% fra i 18 e i 24, il 12,3% fra i 25 e i 44, il 36,8% fra i 45 e i 64, mentre infine il 31,1% era al di sopra dei 65 anni di età. L'età media della popolazione era di 53 anni. Per ogni 100 donne residenti vivevano 103,8 maschi.